# 國立美術館 (巴西)

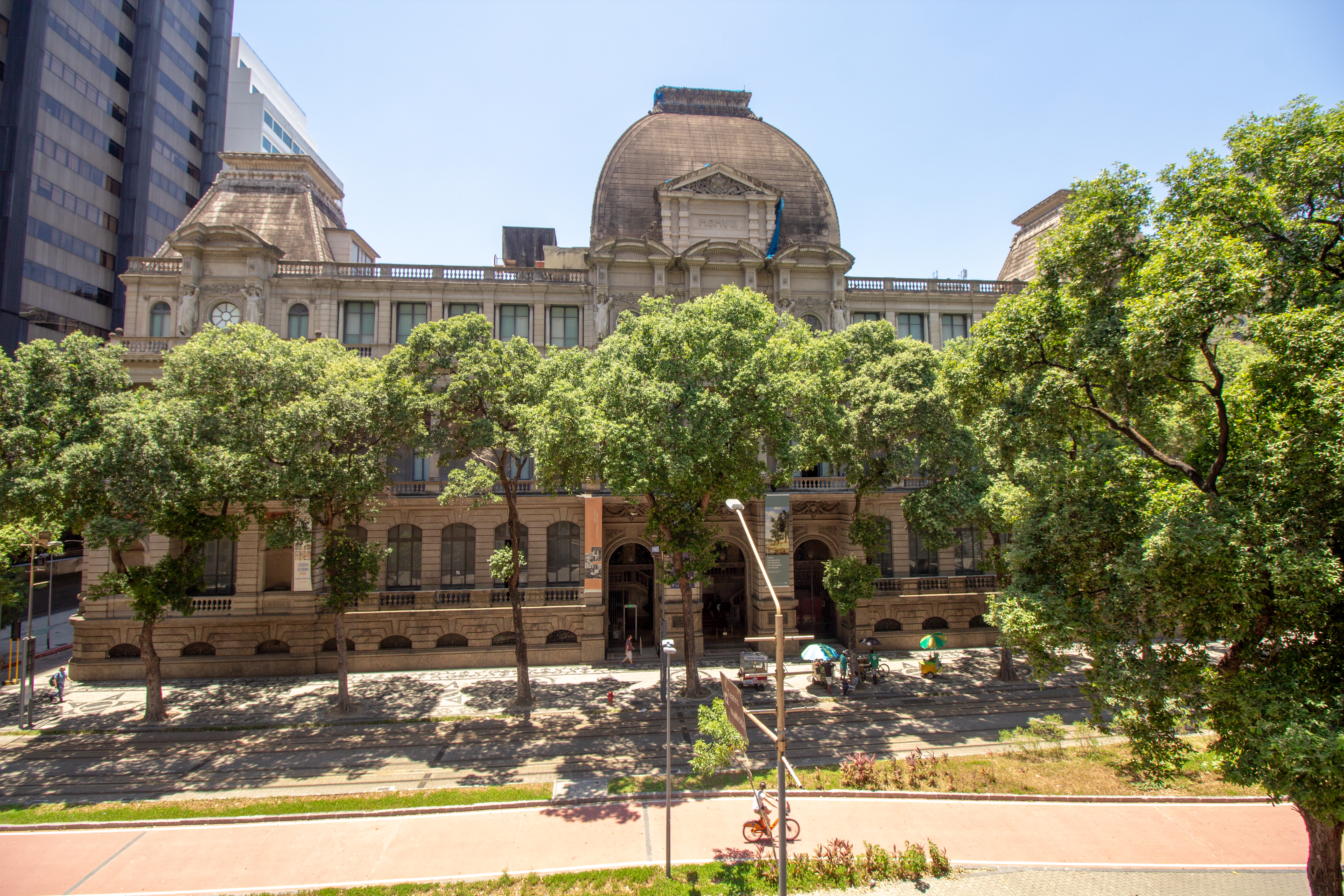
國立美術館

國立美術館（Museu Nacional de Belas Artes，MNBA）是巴西的國家美術館，位於里約熱內盧。國立美術館設立於1937年，美術館的建築則修建於1908年。國立美術館是巴西最重要的文化設施之一，美術館建築在1973年被列入巴西國家遺產。

## 外部連結
- MNBA website
- Virtual tour of the Museu Nacional de Belas Artes provided by Google Arts & Culture